# Kill Devil Hills
Pour l’article homonyme, voir Kill Devil Hills (album).
Kill Devil Hills est une ville des États-Unis située dans le comté de Dare en Caroline du Nord. En 2010, sa population était de 6 683 habitants.
La ville abrite le site des premiers vols contrôlés et motorisés des frères Wright le 17 décembre 1903. Un monument consacré en 1935 commémore l'évènement.

## Démographie
| 1960 | 1970 | 1980  | 1990  | 2000  | 2010  |
| ---- | ---- | ----- | ----- | ----- | ----- |
| 268  | 357  | 1 796 | 4 238 | 5 897 | 6 683 |

## Source de la traduction
- (en) Cet article est partiellement ou en totalité issu de l’article de Wikipédia en anglais intitulé « Kill Devil Hills, North Carolina » (voir la liste des auteurs).